# 高橋源一郎 (野球)
高橋 源一郎（たかはし げんいちろう、1979年10月2日 - ）は、愛知県春日井市出身の日本の高校野球指導者。中京大学附属中京高等学校保健体育科教諭。

## 経歴
春日井市立東部中学校出身　　　　　
高校3年次の1997年の選抜大会では2番遊撃手の主将として出場し、準優勝。
大学卒業後は複数の学校にて、コーチを務める。
2009年に母校の中京大中京高校に戻り、コーチに就任。翌年夏の甲子園大会敗退の後に大藤敏行の後を継ぎ、同校の監督に就任。監督として、2015年、2017年の各夏の甲子園大会に出場。2019年の秋には明治神宮大会で優勝し、翌年の選抜大会に監督として初出場（後に中止となり、交流試合に出場）。

## 著名な教え子
- 前田章宏
- 梅村学人

- 堂林翔太
- 磯村嘉孝
- 上野翔太郎
- 伊藤寛士
- 長谷部銀次
- 伊藤康祐
- 髙橋宏斗
- 中山礼都
- 畔柳亨丞
- 澤井廉
- 長谷部銀次